# 西川好次郎
西川 好次郎（にしかわ よしじろう、1903年10月 - 1990年）は、和歌山県日高郡寒川村（現：日高川町）出身の作詞家。大正・昭和時代に活動した。

## 経歴
1903年（明治36年）10月、寒川村の垣口家に出生。のち川上村の西川家で養子に迎えられた。
小学校高等科を卒業後は植林の仕事に就き、和歌山市を訪れた際に「紅葉渓納涼音頭」の公募に入選して懸賞金50銭を得た。尋常小学校の訓導であった1934年（昭和9年）、報知新聞社が皇太子（明仁）の生誕を記念して歌詞を一般公募した「皇太子殿下御降誕奉祝歌」において、全国から寄せられた約5,800編の中から西川の応募作が一等入選で採用され、東京音楽学校の作曲によりキングレコードから発売された。審査委員の佐佐木信綱は入選作を「荘重、雄快の作に加えて作曲上の字脚、音楽的効果、詩趣のゆたかさのこもったもの」と称賛し、名声を得た西川の元には全国の学校から校歌の作詞依頼が相次いだ。
1937年（昭和12年）に応召、漢口の基地を報道班担当として訪ねた西條八十と出会った。復員後、西條から「私がいっさいの面倒をみる」と上京を薦められたが、迷った末に同郷の沖野岩三郎へ相談を経て誘いを固辞し、生まれ故郷の美山で生涯を過ごした。
懸賞歌謡で生涯に140編余りの入選・採用を勝ち取り、その作風は日本歌謡学会『日本歌謡研究』1965年（昭和40年）7月号において
| 「 | 西川好次郎さんは、往年の懸賞歌謡界では巨星と呼ばれ、大正昭和の五〇年間、詩魂を燃やし続けた歌謡詩人である。西川さんの作風は清純、正統派と言えるので、校歌の委嘱作が六、七〇校もあるそうだが、一面、音頭、小唄風のものも得意で、名作が数々ある。昭和九年から十五年間だけでも、一等当選三十七曲、レコード曲一二曲という、プロなみの驚くべき成果をあげている。 | 」 |

と評されている。1948年（昭和23年）の「和歌山県民歌」（作曲・山田耕筰）を筆頭に県内外の市町村歌や音頭・小唄に至るまで数多くの作品を手掛け、1976年（昭和51年）に和歌山県文化功労賞を受賞した。
本業の教員としては、美山村立（現：日高川町立）川原河小学校・寒川第一小学校・上初湯川小学校で校長を務めた。川原河小学校の校長職に在った1949年（昭和24年）には、門前払いを覚悟しながら歌詞を添えて校歌の作曲を山田耕筰へ依頼したところ、山田が依頼料3万円のうち2万円を建て替えて仕事を引き受けたというエピソードがある。1957年（昭和32年）に校長を依願退職した後は家業の旅館経営に専念した。1983年（昭和58年）、文化庁から地域文化功労者表彰を受けた。
1985年（昭和60年）11月、村民の8割にのぼる747世帯が集めた270万円の浄財を当てて村役場（現在の日高川町役場美山支所）にほど近い自宅横に歌碑が建立された。1990年（平成2年）88歳で没。

## 作品
- 歌集 瞼の青魚（芸術教育社「藝術・方法シリイズ」、1934年） NCID BN06057833
- 歌集 山びこよ雲にのれ（私家版、1985年）[5]

### 作詞
自治体歌
- 和歌山県民歌（作曲・山田耕筰）
- 七尾市歌（初代、作曲・今井松雄）[注 1]
- 塩山市民歌（作曲：清水吾郎）[注 2]
- 御坊市歌（作曲・片山頴太郎）
- 宝塚市歌（作曲・酒井協）
- 諫早市歌（作曲・伊藤英一）
- 美山の歌（作曲・北原雄一、編曲・福田正）[注 3]
- ふるさと中津（作曲・北原雄一）[注 3]

校歌
- 和歌山県立日高高等学校校歌（作曲・永井幸次）
  - 中津分校と共用[注 4]。
- 和歌山県立南部高等学校校歌（作曲・永井幸次）
- 和歌山県立和歌山工業高等学校校歌（作曲・竹中重雄）
- 旧和歌山県立御坊商工高等学校校歌（作曲・竹中重雄）
- 御坊市立御坊中学校校歌（作曲・楠本数雄）
- 御坊市立河南中学校校歌
- 田辺市立下山路中学校校歌（作曲・竹中重雄）
- 高野町立富貴中学校校歌（作曲・北原雄一）
- 印南町立稲原中学校校歌（作曲・竹中重雄）
- 印南町立切目中学校校歌（作曲・竹中重雄）
- 日高川町立川中中学校校歌（作曲・坂本良隆）
- 美浜町立松洋中学校校歌（作曲・田端実）
- 白浜町立白浜中学校校歌（作曲・打垣内正）
- 和歌山市立新南小学校校歌（作曲・打垣内正）
- 紀ノ川市立田中小学校校歌（作曲・北原雄一）
- 御坊市立塩屋小学校校歌
- 御坊市立野口小学校校歌
- 御坊市立藤田小学校校歌
- 田辺市立第二小学校校歌（作曲・竹中重雄）
- 田辺市立甲斐ノ川小学校校歌（作曲・楠本数雄）

- 田辺市立中山路小学校校歌（作曲・永井幸次）
- 田辺市立東小学校校歌（作曲・北原雄一）
- 新宮市立千穂小学校校歌（作曲・平井康三郎）
- かつらぎ町立渋田小学校校歌（作曲・水田勝美）
- 紀美野町立小川小学校校歌（作曲・竹中重雄）
- 紀美野町立志賀野小学校校歌（作曲・竹中重雄）
- みなべ町立南部小学校校歌（作曲・竹中重雄）
- みなべ町立岩代小学校校歌（作曲・楠本数雄）
- みなべ町立上南部小学校校歌（作曲・竹中重雄）
- 印南町立山口小学校校歌（作曲・芝憲三）
- 印南町立真妻小学校校歌（作曲・廣田達男）
- 印南町立上洞小学校校歌（作曲・北原雄一）
- 日高川町立美山小学校校歌（作曲・山田耕筰）[注 5]
- 日高川町立江川小学校校歌（作曲・田端実）
- 日高川町立川中第一小学校校歌（作曲・永井幸次）
- 日高川町立大星小学校校歌（作曲・永井幸次）
- 美浜町立和田小学校校歌（作曲・祐田信雄）
- 串本町立和深小学校校歌（作曲・樋口昌道）
- 旧南部川村立城西小学校校歌（作曲・楠本数雄）
- 由良町立由良小学校校歌（作曲・北原雄一）

その他
- 石川県保健歌（作曲・今井松雄、編曲・北木正義）
- 戦線将兵 感謝の歌（作曲・阿部武雄、編曲・飯田信夫）
- 納税奉公の歌 (村は青空)（作曲：佐々木すぐる）
- 農民歌 国の幸（作曲・村井恒雄、編曲・弘田龍太郎）
- 大分県警察歌（補作・浜中英二、作曲・明本京静）
- 福澤諭吉先生を讃える歌（作曲・森完二、編曲・平川英夫）
- 紀州おどり ぶんだら節（作曲・北原雄一、編曲・福田正）
- フラワー・フェスティバル（作曲・小林亜星、ひろしまフラワーフェスティバルテーマソング）